# Р-673
Р-673 «Мельник» — советский ВВ-радиоприёмник типа ПРВ, разработанный для использования на надводных кораблях и подлодках ВМФ СССР. Производился с 1949 года на Петропавловском радиозаводе имени Кирова.

## Описание
Серия приёмников ПРВ использовалась Военно-морским флотом СССР: они устанавливались на надводных кораблях и подводных лодках, а также в портовых сооружениях, службе погоды и других сетях служебной радиосвязи. Использовался в любительской радиосвязи с 1970-х годов.
Семейство ПРВ производилось на основе локтальных ламп в алюминиевых экранах 2Ж27Л. Органы управления располагаются на передней панели. На шкале настройки индицируется цена деления, под шкалой есть карман для помещения карточки-заметки с данными о работающих радиостанциях. Возможно подключение двух пар высокоомных головных телефонов. В варианте Р-673 есть три антенных гнезда, использующихся и для подключения рамочной антенны.

## Характеристики

### Физические
- Габариты: 400 x 500 x 400 мм[2]
- Масса: 68 кг[2]

### Технические
- Диапазон частот: от 12 кГц до 25 МГц (пять поддиапазонов)[2]
- Режимы: ТЛФ и ТЛГ[2]
- Чувствительность: от 2 до 10 мкВ[2]